# エルドス・スメトフ
エルドス・スメトフ（Yeldos Smetov 1992年9月9日 - ）は、カザフスタンのタラズ出身の柔道選手。階級は60 kg級。身長167 cm。

## 人物
カザフスタンでは国民的人気を誇る英雄。柔道は5歳の時に兄とともに始め、同郷のアスハト・ジトケエフやアスハト・シャハロフの活躍が世界を目指す動機となった。2010年のアジアジュニア55kg級で優勝すると、世界ジュニアでも優勝を果たした。その後階級を60kg級に上げると、2011年にはワールドカップ・タシュケントでシニアの国際大会初優勝を飾った。しかし、世界ジュニアでは準決勝で日本の高藤直寿に指導3で敗れて3位に終わった。2013年の世界選手権では準々決勝で高藤に有効で敗れるなどして7位にとどまった。2014年の世界選手権には出場せずアジア大会に焦点をあわせると、決勝で世界チャンピオンであるモンゴルのガンバット・ボルドバータルを一本勝ちして優勝を飾った。2015年に地元カザフスタンのアスタナで開催された世界選手権では準決勝で日本の志々目徹を有効で破ると、決勝では同じカザフスタンのルスタム・イブラエフを指導1で破って優勝した。2016年のリオデジャネイロオリンピックでは決勝でロシアのベスラン・ムドラノフと対戦するとGSに入ってから技ありを取られて敗れたが、銀メダルを獲得した。2017年の世界選手権では7位だったが、2018年のグランドスラム・エカテリンブルグで優勝した。2019年に東京で開催された世界選手権では準々決勝で永山竜樹に敗れて3位だった。なお、柔道で実績を残したことで国から手厚くサポートされており、柔道のみに専念出来る環境に置かれている。柔道以外の格闘技には地元のレスリングであるクレシュを含めて一切興味がないという。2021年7月に日本武道館で開催された東京オリンピックでは準決勝で高藤に技ありで敗れるも、その後の3位決定戦に勝利して銅メダルを獲得した。
2022年の世界選手権でも3位だった。2024年7月のパリオリンピックでは準決勝でスペインのフランシスコ・ガリゴスを片手絞で破ると、決勝では地元フランスのルカ・ムハイジェを技ありで破って、31歳にしてオリンピック初優勝を飾って金メダルを獲得した。過去出場したオリンピックでは銀メダルと銅メダルを獲得していたので、これで全ての色のメダルを揃えることになった。なお、カザフスタン選手がオリンピックで金メダルを獲得したのは男女通じて初めてのことであった。
IJF世界ランキングは5018ポイント獲得で3位となっている(24/7/22現在)。

## 主な戦績
55kg級での戦績
- 2010年 - アジアジュニア　優勝
- 2010年 - 世界ジュニア　優勝

60kg級での戦績
- 2011年 - ミリタリーワールドゲームズ　2位
- 2011年 - ワールドカップ・タシュケント　優勝
- 2011年 - ワールドカップ・アルマトイ　5位
- 2011年 - 世界ジュニア　3位
- 2011年 - グランプリ・青島　3位
- 2013年 - ヨーロッパオープン・トビリシ　3位
- 2013年 - ヨーロッパオープン・ワルシャワ　2位
- 2013年 - グランプリ・サムスン　2位
- 2013年 - アジア選手権　3位
- 2013年 - ワールドマスターズ　5位
- 2013年 - 世界選手権　7位
- 2013年 - グランプリ・アルマトイ　優勝
- 2013年 - グランドスラム・東京　5位
- 2014年 - グランプリ・デュッセルドルフ　5位
- 2014年 - グランプリ・サムスン　2位
- 2014年 - アジア大会　優勝
- 2014年 - グランプリ・アスタナ　優勝
- 2015年 - 　アジア選手権　5位
- 2015年 - グランプリ・ブダペスト　優勝
- 2015年 - 世界選手権 優勝
- 2016年 - グランプリ・デュッセルドルフ　2位
- 2016年 - アジア選手権　優勝
- 2016年 - リオデジャネイロオリンピック 2位
- 2017年 -　世界選手権　7位
- 2018年 -　グランドスラム・エカテリンブルグ　優勝
- 2018年 -　グランプリ・フフホト　優勝
- 2018年 - アジア大会　7位
- 2018年 -　ワールドマスターズ　3位
- 2019年 - グランドスラム・パリ　2位
- 2019年 - グランプリ・アンタルヤ　優勝
- 2019年 - グランプリ・ブダペスト　優勝
- 2019年 - 世界選手権　3位
- 2020年 -　グランドスラム・パリ　3位
- 2021年 -　グランドスラム・タシケント　2位
- 2021年 -　東京オリンピック　3位
- 2022年 -　世界選手権　3位
- 2024年 - グランドスラム・アスタナ　3位
- 2024年 - 世界選手権　5位
- 2024年　- パリオリンピック　優勝

(出典、JudoInside.com)